# Acianthera karlii
Acianthera karlii é uma espécie de orquídea epífita, família Orchidaceae, que existe no Rio Grande do Sul e Paraná, Brasil. São plantas pequenas, de crescimento reptante, com caules que medem cerca de metade do comprimento das folhas; folhas espessas verde escuro pintadas de púrpura, ovaladas, mais ou menos paralelas ao substrato; inflorescência curta com uma ou duas flores pálidas miudamente pintalgadas de púrpura, que geralmente ficam escondidas sob as folhas, miudamente pubescentes internamente, abertas somente na extremidade; labelo verrucoso púrpura claro. Segundo van den Berg e Chiron, esta espécie classifica-se no gênero Acianthera, a despeito de Kew tê-la classificada em Pleurothallis e Luer em Apoda-prorepentia.

## Publicação e sinônimos
- Acianthera karlii (Pabst) C.N.Gonç. & Waechter, Hoehnea 31: 115 (2004).

Sinônimos homotípicos:
- Pleurothallis karlii  Pabst, Arch. Jard. Bot. Rio de Janeiro 14: 14 (1956).
- Apoda-prorepentia karlii (Pabst) Luer, Monogr. Syst. Bot. Missouri Bot. Gard. 95: 255 (2004).